# シャイアン・ゴー
シャイアン・ゴー（英語: Cheyenne Goh、中国語: 吴琪雁（Wú Qíyàn）、1999年3月2日 - ）はシンガポールのショートトラックスピードスケート選手である。ゴーはシンガポールで生まれたが、4歳の時からカナダのアルバータ州エドモントン在住であり、スケートを開始したのもエドモントンに移り住んでからのことである。

## 競技成績

### 2016-17シーズン
ゴーはカルガリーで開催されたワールドカップにおいて、女子500mで18位となり、自己最高位を更新した。

### 2017-18シーズン
ゴーは2017年の世界ショートトラックスピードスケート選手権大会にシンガポールから出場する初めての選手となった。
ゴーは、クアラルンプールで開催された2017年東南アジア競技大会で3つのメダルを獲得した。ゴーは、女子500mで銅メダルを、また女子1000mと3000mリレーでそれぞれ銀メダルを獲得している。
ゴーは、シンガポールで初めて、シンガポール代表として冬季オリンピックに出場する資格を得たアスリートとなった。ゴーが出場資格を取得できたのは、2017-18シーズンのISUショートトラックスピードスケートワールドカップ終了時点で、女子1500mの世界ランキングが36位であったためである。ゴーは2018年の平昌オリンピックでショートトラックの女子1500mに出場したが、準決勝進出はかなわなかった。

## 自己ベスト
- 500m: 46.868[1]
- 1000m: 1:36.674[1]